# Unwrapped
Unwrapped è il decimo album discografico della cantante statunitense di origine cubana Gloria Estefan, pubblicato nel 2003.

## Tracce
1. A Little Push – 3:56
2. Te Amaré – 3:02
3. Your Picture – 3:50
4. Wrapped – 3:27
5. Time Waits – 4:25
6. In the Meantime – 3:36
7. Dangerous Game – 3:17
8. Into You (duetto con Stevie Wonder) – 3:20
9. One Name (duetto con Chrissie Hynde) – 3:04
10. I Will Always Need Your Love – 3:05
11. Say Goodbye – 3:53
12. I Wish You – 3:52
13. You – 3:09
14. Famous – 3:20
15. Te Amaré (Spanish Version) – 3:03
16. Tu Fotografía – 3:48
17. Hoy – 3:27
18. Mientras Tanto – 3:38

## Classifiche
| Paese             | Posizione raggiunta |
| ----------------- | ------------------- |
| Belgio (Fiandre)  | 44                  |
| Belgio (Vallonia) | 45                  |
| Francia           | 126                 |
| Germania          | 26                  |
| Italia            | 11                  |
| Paesi Bassi       | 27                  |
| Regno Unito       | 76                  |
| Spagna            | 4                   |
| Stati Uniti       | 39                  |
| Svizzera          | 2                   |